# Ernest Meissonier
Jean Louis Ernest Meissonier (Lyon, 1815. február 21. – Párizs, 1891. január 31.) francia élet- és csataképfestő. 

## Életpályája
Mint ifjú Párizsba kerülve egy ideig Cogniet műtermében dolgozott. Eleinte illusztrációkat készített a Bibliához, költészeti művekhez, Rousset világtörténetéhez, a Dühöngő Roland-hoz, Pál és Virginiához stb., de már 1834-től hajszálfinoman kidolgozott, kis méretű zsánerképekkel lépett föl és aratott fokozódó sikereket. Képeinek tárgyait nagyrészt XIV. és XV. Lajos korából merítette, míg művészeti szempontból a holland zsánerfestők hatása alatt állott. Később III. Napóleon császár megbízásából jeleneteket festett az olaszországi hadjáratból, melyen maga is részt vett és néhány képe, köztük a leghíresebbek, I. Napóleon korát örökíti meg, ámbár ereje nyomatékos történeti ábrázolásra nem volt elég. Nevezetes művei: Hollandi polgár meglátogatja a polgármestert (1834); Sakkozók Holbein idejében (1835); Szerzetes a betegágynál (1838); Az angol doktor; Az olvasó (1840); A filozófus; Lovasok pihenője; Festő műtermében (1843); Az őrszem (1874); A képkedvelő; Olvasás Diderot-nál (1867); A kártyázás következményei (1865); Desaix tábornok a rajnai hadseregnél; III. Napóleon Solferinónál (1864); I. Napóleon a friedlandi ütközetben (1875); A kuglizók (1878); A hazatérő postillon (1889); Napóleon visszavonulása 1814-ben; 1806. október 14-ike (1891). Rézkarcokat és litográfiákat is készített, rokonszenvesek grafikái, pittoreszk könyvillusztrációi. 1861-től tagja volt a párizsi akadémiának. Korának legjelentősebb művészei közé tartozott.

## Emlékezete

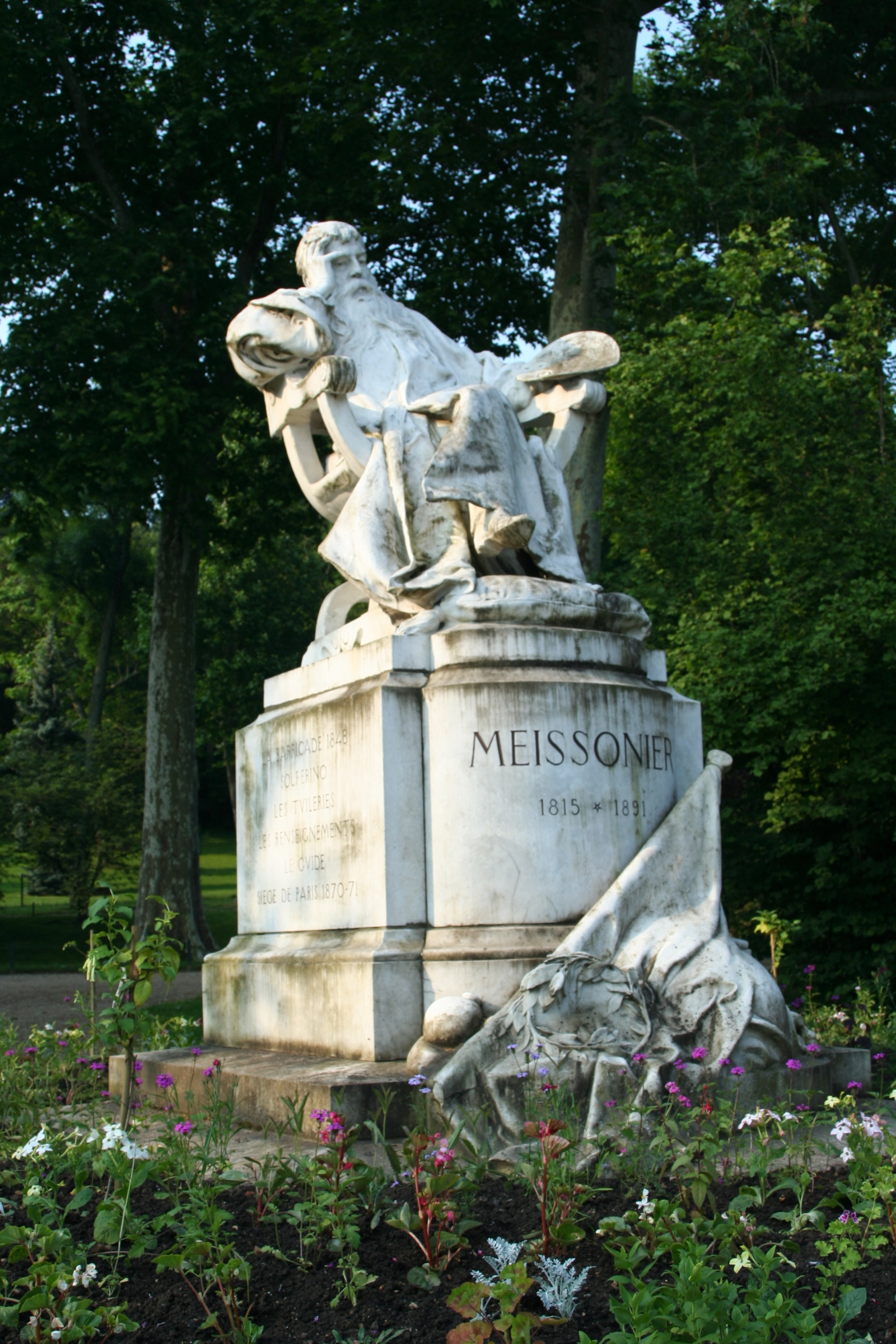
Szobra Poissy-ban

Szobrát, amely Antonin Mercié alkotása, 1895-ben a Louvre kertjében állították fel, majd 1980-ban áthelyezték a Poissy-ban található Meissonier parkba.

## Galéria

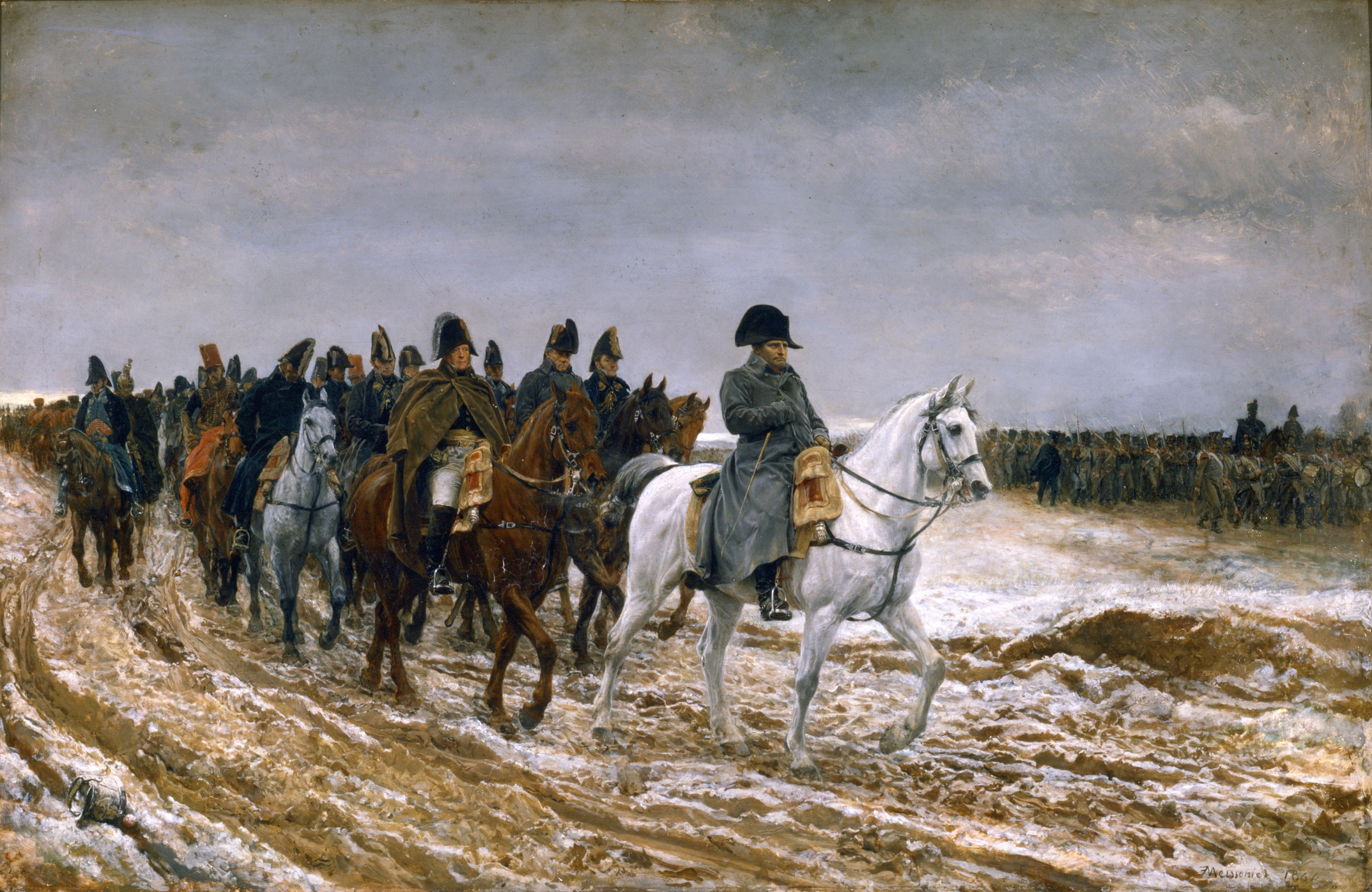
Napóleon 1814-iki hadjáratából
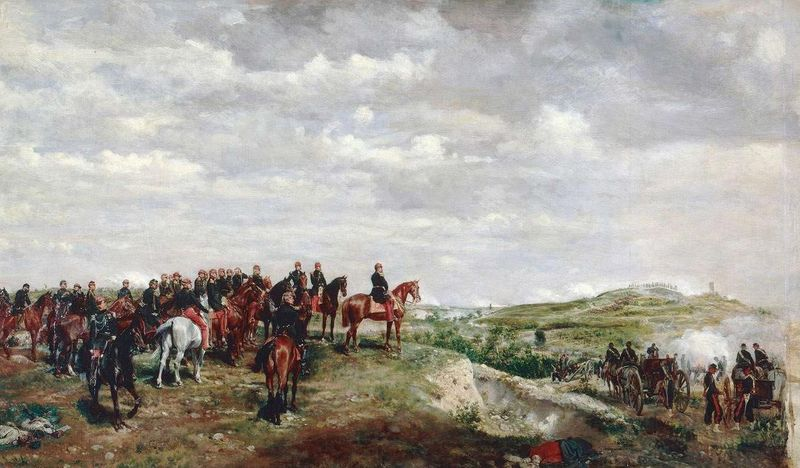
III. Napóleon Solferinónál (1864)
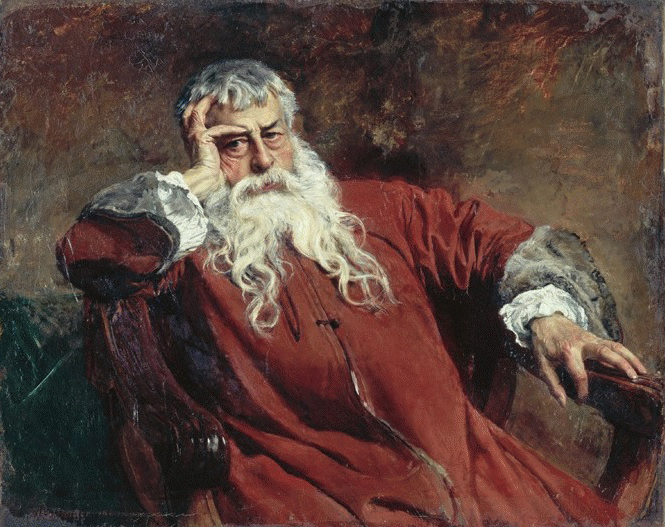
Önarckép (1889)